# Ightfield
Ightfield – wieś w Anglii, w hrabstwie Shropshire. Leży 27 km na północ od miasta Shrewsbury i 233 km na północny zachód od Londynu.